# Hospicio Cabañas
L'Institut Cultural Cabañas, més conegut com a Hospicio Cabañas, és un edifici d'estil neoclàssic, emblemàtic de la ciutat mexicana de Guadalajara. A l'interior s'hi conserven alguns murals de José Clemente Orozco. Està inscrit a la llista del Patrimoni de la Humanitat de la UNESCO des del 1997.